# Saleh Khalifa
Saleh Sultan Khalifa (Abu Dhabi, 23 settembre 1989) è un ex cestista emiratino.
Alto 1,75 m, giocava nel ruolo di guardia.

## Carriera
Con gli Emirati Arabi Uniti ha disputato i Campionati asiatici del 2009.